# Oberdrauburg
Oberdrauburg è un comune austriaco di 1 210 abitanti nel distretto di Spittal an der Drau, in Carinzia; ha lo status di comune mercato (Marktgemeinde). Nel 1964 ha inglobato il comune soppresso di Flaschberg e nel 1973 quello di Zwickenberg.
Oberdrauburg è noto per essere stato in parte il set di Il mistero della signora scomparsa, film del 1979 diretto da Anthony Page con Angela Lansbury.

## Amministrazione

### Gemellaggi
- Signa[senza fonte]